# Antegrade Ureteroskopie
Die antegrade Ureteroskopie ist ein endoskopisches Verfahren zur Darstellung des Harnleiters (Ureter). Indikationen sind blasenferne Harnleiterobstruktionen, meist durch Harnleitersteine. Blasennahe Steine werden zumeist über die retrograde Ureteroskopie dargestellt.
Dabei wird ein Endoskop perkutan durch die Bauchdecke geführt und dann über das Nierenbecken und über den hinteren Nierenkelch der mittleren Kelchgruppe in den Harnleiter vorgeschoben. Die antegrade Ureteroskopie kann nur mit flexiblen Endoskopen durchgeführt werden. Da der Harnleiter durch eine Obstruktion meist erweitert ist, kann zumeist auch ein lichtstärkeres Zystoskop mit größerem Arbeitskanal eingesetzt werden. Über den Arbeitskanal wird ein Führungsdraht bis zum Hindernis oder bis in die Harnblase vorgeschoben, dann das Endoskop entlang dieses Drahtes. Ist der Stein lokalisiert, kann über den Arbeitskanal eine Lithotripsie und anschließende Entfernung erfolgen.